# Il barista è sempre pallido
Il barista è sempre pallido è una raccolta di racconti dello scrittore Ferruccio Parazzoli, pubblicata nel 1991 e vincitrice nello stesso anno del Premio letterario Basilicata (ex aequo con Umanità e stile di Wanda Rupolo).

## I racconti

### Il barista è sempre pallido
Sotto questo titolo va una breve prefazione dell'autore, il quale descrive l'itinerario creativo che ha dato impulso alla raccolta.

### Sul tetto
Il Giudice non è amico di Alfredo e neppure le rispettive mogli sono amiche, come non lo sono i loro figli. Eppure Alfredo, un ex compagno di scuola superiore, si comporta come fosse tale: è arrivato piazzando la sua roulotte nel giardino, senza tanto chiedere permesso. Mentre i bambini del Giudice intrattengono gli inattesi ospiti suonando in trio, il Giudice, interiormente molto seccato, invita Alfredo a salire sul tetto della casa, da dove si vede il mare (e sembra di toccarlo). I due dovrebbero estirpare i germogli di pino che ogni anno nascono tra le tegole, ma il Giudice fa ben poco perché Alfredo parla e parla. In tasca ha ritagli di giornale e un foglietto con le parole dell'Apostolo Paolo. Ne scaturisce una specie di soliloquio, perché il Giudice non ha di che rispondere. Alfredo a suo tempo ha perso una figliolina di tre mesi. Ora cerca di parlare della liberazione della carne. Ma non fa che contraddirsi: della sua castità cosa può importare all'ex compagno di scuola? Eppure in passato Alfredo ha guardato con rispetto e soggezione i libri dello studente molto più bravo e impegnato di lui, così il Giudice si sente raccontare come era visto a diciotto anni, non solo, i due avevano messo gli occhi sulla stessa ragazza, una certa Lucia. E fu allora che Alfredo fu casto, rifiutando le proposte della ragazza, a differenza degli altri liceali che invece le avevano accettate. E così, nella sera incipiente e nel lasciare il tetto, finalmente il Giudice prova un moto di simpatia (o di empatia?) con Alfredo.

### Tutte le luci accese
Il narratore parla in prima persona; ha trentanove anni ed è fidanzato con Anna. I due cercano una casa in affitto a Milano, perché Anna vive in un pensionato, mentre l'uomo lavora in banca a Legnano. Milanese di nascita, a quindici anni ha dovuto seguire i genitori nell'inatteso trasferimento in provincia e gli è rimasta l'idea di una cesura molto profonda. Ma un pomeriggio invernale, sul tardi, i due vanno a vedere una casa in una tranquilla strada e l'uomo si rende conto di aver passato, proprio nell'appartamento in locazione, tutti i suoi pomeriggi di scolaro. Non dice nulla ad Anna, ma un'ondata di ricordi lo colpisce: lui era entrato lì tutti i giorni su invito di una compagna più grande, che lo voleva come ascoltatore delle sue infinite avventure con uomini. L'ingenuo ragazzo era fatto accomodare in cucina, dove c'era un balconcino invitante, con una bella pianta di cachi. Non aveva mai messo piede nelle altre stanze, tranne una volta, quando il nonno della ragazza era morto e stava composto in un letto. Mentre egli ripensa a tutto ciò, Anna ha preso le misure di ogni stanza ed è convinta che la casa sia impossibile, in altre parole, un bidone assurdo. Quando sono entrati, le luci erano tutte accese, ad invitarli anche negli angoli più remoti; lasciando la casa che tanto gli ha dato in una precedente vita, l'uomo spegne l'interruttore generale e fa cadere l'appartamento nel buio.

### Che cosa mangiano i coccodrilli?
Un uomo ha deciso che il giorno di Natale farà trenta chilometri a piedi e ritorno, fino alla casa di riposo dove è stato ricoverato il padre. Si guarda le scarpe ormai consunte e decide di cercarne un buon paio nei negozi della città, ma è tempo natalizio e trovare scarpe non è facile, per quanto ci sia tutto (o quasi) il resto. Camminando, l'uomo è convinto di incontrare il padre e di parlare con lui. Poi si convince che ha incontrato la moglie e i due si parlano come non si vedessero dal tempo di un'altra vita. La moglie, Angela, è adirata con il marito perché lui ha deciso di fare quell'impresa per Natale, lasciando la famiglia; invece lui dice che basta fare tutto come se fosse presente, che il suo è una specie di voto. Entrano insieme in un supermercato che a lui piace, però la moglie non riesce a comprare nulla, tanto è irritata e scombussolata. Lui detesta il formaggio, ma da una vita lo obbligano a scegliere i formaggi e non si è mai rifiutato, anche se poi nessun formaggio gli è sembrato buono. Ora si vede intimare di prendere i formaggi, che almeno lei possa portare a casa qualcosa. E l'uomo obbedisce, pur sapendo che è inutile.

### Il diavolo di mezzogiorno
Il protagonista parla in prima persona e informa che ha quarantadue anni, vive con la madre vedova in un appartamento di Milano e nel passato l'unico suo fratello è morto a sette anni. La mamma è ricoverata in cardiologia per un attacco di angina pectoris e lui passa tutto il tempo libero all'ospedale, dove dà anche qualche modesto aiuto agli infermieri. Nella camera attigua ci sono tre pazienti maschi: un tale sempre voltato verso il muro (è il più vicino alla finestra), un omone enorme nel centro e un piccoletto accanto alla porta, che però dovrebbe stare in manicomio, a detta di tutti. Una notte, il narratore si è affacciato a questa stanza e vede il tipo accanto alla finestra che si è sollevato sui cuscini e gli fa cenno di raggiungerlo. Egli sta scrivendo un memoriale, ma sostiene che il piccoletto sia una spia messa lì per sorvegliarlo. Il narratore non comprende le strane allusioni del malato: egli parla di un Beato Basilio, patrono di Mosca, che scacciava i demoni. Ma ora, il Movimento non ha altro che la piccola spia e lui invece scrive di nascosto una profezia. Una sera, il malato dice che l'indomani lo opereranno e non ha quasi possibilità di cavarsela: affida quindi al narratore il manoscritto, un'immagine della Vergine e un libretto, l'Imitazione di Cristo, con alcune istruzioni. Muore tre giorni dopo l'intervento, senza mai aver ripreso conoscenza. Il narratore torna a casa e dopo un mese decide di bruciare tutte le carte del morto, perché non è successo nulla e la profezia, ancora ignota, non ha avuto seguito.

### La panca
La narrazione è in prima persona. Un uomo sta accanto al torrente e guarda gli alberi sradicati dall'ultima valanga scendere con la corrente. Decide che si farà una panca con uno dei tronchi. Ci vogliono molti giorni, per liberare il tronco scelto dalle radici e poi trascinarlo fino alla casa. Anche la mano destra dell'uomo sembra ribellarsi ma, superata una ferita e la febbre che ne è seguita, l'uomo continua nel perfezionare la sua opera ed infine attende che la panca si impregni di olio. Allora può dirsi felice e fiero, anche se tutti i compaesani vengono a vedere il capolavoro e tutti immancabilmente scuotono la testa.

### Also sprach Zarathustra
Il racconto è in prima persona. Il narratore parla di un soggiorno in alta montagna in Val d'Aosta, dove ha conosciuto un tale César, anziano ma come risuscitato dopo un grave colpo che lo ha reso lento e cieco. César coltiva una varietà di lattuga e pare al narratore che Dio stesso gli abbia affidato quel compito sino alla morte. Ma c'è anche il Dottore, medico condotto, presso il quale alloggia il narratore. Una sera, esausto, il dottore fa un disegno su un foglio di carta: un cerchio con all'interno una figuretta antropomorfa appena sbozzata. Questa viene chiamata il feto monaco e il dottore gli tiene un lunghissimo discorso con tutte le domande più bizzarre e senza risposta. Il Dottore è ovviamente ubriaco, come pure il suo ospite, e alla fine scoppia in un pianto interminabile. Dopo aver riposato tutta la notte, i due uomini scendono alla città con la teleferica e nel frattempo César li ha veramente lasciati per sempre.

### Ricordi di un entomologo
Un signore anziano narra in prima persona la sua esperienza di lettore. I libri li fornisce il parroco, sostenendo che gli anziani non devono lasciarsi andare: ma per il narratore, di frequente, i caratteri della stampa sono molto piccoli e quindi accetta i libri senza poi leggerli. Il segreto del vecchio è che un libro lo ha davvero trovato e, una volta che ne è entrato in possesso, non lo ha più restituito, asserendo di averlo perso. Il volumetto è invece nascosto in un muro un po' lontano dal paese. L'uomo sparisce ogni giorno e va dal suo libro, poi torna a nasconderlo. Si tratta dei Ricordi di un entomologo. Qui l'anziano signore ha appreso l'esistenza dell'entomologia come scienza e non si stanca di leggere le informazioni sulla vita brevissima di tutti gli insetti. Di fronte alla miracolosa lotta delle minuscole creature per una sopravvivenza tanto breve da non avere l'eguale, il nostro si incanta e ogni giorno si sente più felice e grato di essere uomo.

### Estate di San Martino
Il dottor Guido Ghilardetti è un'autorità scientifica: di continuo è intervistato, ricercato per pubblicazioni o articoli, molto seguito all'università. Un giorno, mentre si accinge a scrivere il testo di una conferenza, sente frinire un grillo. non è stagione di grilli ed è impossibile al dottore trovare l'animaletto. Poi il disturbo riprende ogni volta che l'uomo si accinge a un lavoro: lo sente al telefono, negli scarichi, durante la registrazione di un'intervista, ma il grillo sembra aver preso possesso dell'uomo, tanto misteriosa rimane la sua presenza. Finché una notte Ghilardetti avverte qualcosa di nuovo. Si affaccia alla finestra e dal suolo sente come un fremito di primavera. Guarda l'orologio e si accorge che è appena iniziato l'11 novembre, festa di San Martino. E i grilli cantano dal prato, non più dentro di lui.

### Il cuore nuovo
Il professor Alberto Cusatello si sveglia di buon'ora e attende pazientemente il risveglio della moglie, più giovane di quindici anni, prima di uscire. Ormai da anni in pensione, è stato un attivista del PCI, come la sua compagna di vita, che invece ha fatto la traduttrice di articoli di giornali sovietici. In quella mattina di ottobre però il professore non vuole aspettare e si dirige in strada. Da un anno ha un piccolo meccanismo che aiuta il battito del suo cuore, divenuto insufficiente. L'uomo va verso un parco e incontra una manifestazione del suo partito, osteggiata dalla polizia. D'improvviso vede scappare tutti e si accorge che un uomo gli spara con una pistola. Condotto in ospedale, muore durante il tragitto. Quando la notizia si diffonde, i compagni di partito pretendono un funerale in grande e la bara è portata a spalla fino al luogo convenuto come camera ardente. Un vetro sta sopra Cusatello e su questo cadono fiori. Eppure lui si è praticamente svegliato e segue ogni momento delle cerimonie. A sera decide di uscire dalla bara per orinare: trova la moglie dormiente, come pure gli amiici. Un pensiero lo attraversa: non potevano vegliare? Così si fa un giretto e sfoga il bisogno fisico, poi se ne torna e non sa più nulla.

### Il lardo
Elvira Zavoli, anziana calzolaia, il sabato chiudeva il modestissimo negozio per partecipare alla Messa vespertina, durante la quale svolgeva il ruolo di elemosiniera. Una sera, adempiuto l'ufficio, sente qualcosa di nuovo, la capacità (che credeva perduta) di sentire gli odori. Decide quindi di comperarsi un po' di cibo appetitoso e la scelta cade su un cubetto di lardo che il negoziante le avvolge nella carta. Giunta alla sua povera ma ordinata casa, si siede immediatamente a tavola e inizia a mangiare piano e adagio il suo lardo con un pezzo di pane. Poco dopo arriva, entrando dal negozio, un giovane elegante che due giorni prima era entrato per chiederle un paio di stivaletti nuovi. Lei non li aveva proprio, era un lavoro troppo faticoso per la sua modesta scienza di calzolaia. Ora il giovane ha gli stivaletti nuovi ed è venuto a prenderla. Lei lo vuole seguire, ma come fare per il po' di lardo? Ebbene, il giovane gentile le permette di avvolgerlo di nuovo nella carta e portarselo via. I due si avviano nella notte.

### Il santo
Si è diffusa la voce che un prete di nome Don Lazzaro, con una parrocchia su un monte dell'Appennino tosco-emiliano, sia un santo, ma non si comprende bene per quale motivo gli si attribuisca un ruolo simile. Due giornalisti sono partiti da Milano per conoscerlo e fare un articolo su di lui. I due si chiamano Giovanni e Sergio. Giunti sul posto, hanno trovato la normalità più evidente; hanno anche partecipato a una lezione di catechismo e si sono resi conto che i ragazzi, educati e tranquilli, non erano abbastanza interessati all'argomento. La notte i due amici hanno alloggiato nella canonica, in una stanza freddissima, e Giovanni ha dormito piuttosto male, con molti risvegli, mentre l'amico non smetteva di agitarsi. Il mattino seguente hanno aspettato che il sacerdote finisse di dire la Messa, poi hanno voluto andar via. Ma, accorgendosi che la fontana era un blocco di ghiaccio, Sergio ha cominciato a scattare foto, però, come hanno constatato poi, l'unico a non avere una fotografia per il servizio giornalistico, era don Lazzaro.

### Chi vince paga
Il protagonista è uno scrittore fortunato e ricercato. Dopo il primo romanzo, composto nel tempo libero, aveva continue richieste di articoli, presentazioni di nuovi libri, ma non trovava più la strada per un secondo romanzo e gli anni passavano. Durante una trasferta, per tenere una conferenza letteraria, si era ammalato e aveva passato alcuni giorni oppressivi in albergo, poi, finalmente, era tornato a casa. Così scoprì che il secondo romanzo era là, dentro di lui, e una specie di pressione sul petto accompagnava la sensazione di doversi alleggerire del testo. Tutto andò per il verso giusto: scrittura, pubblicazione, presentazione in una prestigiosa libreria. Qui un pubblico interamente femminile è pronto a mettersi in fila per l'autografo sulla prima pagina bianca. E lui firma e firma, finché gli arriva di fronte una signora anziana un po' sciatta. Lui capisce chi è. Lei lo guata con l'evidente pensiero: "Ti ho aspettato e adesso sei tutto per me".

### Aria di neve
Un romanziere di successo, con sette romanzi al suo attivo, va in un luogo non specificato per presentare il suo nuovo libro su Simon Pietro. Giunge in ritardo e improvvisa la sua conferenza con maestria; riceve in omaggio un quadro con un grande Cristo Crocifisso. Dopo molti complimenti e altri colloqui gentili, arriva il momento di mettersi a tavola. Le persone presenti alla cena, dopo poco, si appassionano a un discorso sull'allevamento dei tacchini e lo scrittore è quasi dimenticato. Ne approfitta per andare a letto, visto che l'indomani si dovrà alzare molto presto per il treno di ritorno. In camera, dorme per mezzora circa e, quando si sveglia, sente i commensali che stanno ancora discutendo animatamente. Gli prende un senso di oppressione al petto e si alza: la stanza sembra oscillare e lui si augura un terremoto che seppellisca egli stesso per primo con i suoi romanzi. Alla finestra vede che sta cadendo la neve, ma anziché rallegrarsi, si sente triste e lontano dalla gente che pure gli tributa tanti omaggi. Lo scrittore si chiede cosa vogliano esattamente da lui, ma rimanda l'interrogativo all'indomani..

### Il bicchiere rovesciato
La narrazione è in prima persona. Parla un critico letterario che si firma "Annibale". Da quando ha stroncato un libro in dodici righe, è corteggiato da tutti perché dedichi una recensione breve a libri con poche possibilità di emergere; questi libri si presenteranno molto più interessanti dopo la stroncatura di prestigio. Annibale è stanco del gioco e vorrebbe sparire. Rimmemora che da ragazzo si nascondeva in una buca da lui scavata: coperta di rami e terra, la fossa prendeva luce dal fondo di un bicchiere che lui aveva incastrato nella copertura. Luogo di grandi gioie e terrori, non lo aveva mai trovato nessuno. E il ragazzo vedeva il mondo dal basso, deformato.

### Rose canine
Ogni venerdì di primavera, l'uomo raggiungeva l'alta montagna e si sistemava nell'albergo. Andava dicendo che doveva costruirsi una casa, in alto, su un masso. Ma gli anni erano passati e lui ancora studiava i disegni. Forse nessuno gli credeva più. Eppure un giorno, dopo aver visitato una chiesetta e osservato il piccolo Gesù in braccio alla madre con tre rose canine tra le mani, capì finalmente che doveva piantare un cespuglio di quelle rose sul luogo dove avrebbe dovuto sorgere la sua casa. Si sentì felice, anche se non era facile trapiantare quel cespuglio: ormai sapeva di aver atteso il tempo necessario e la casa sarebbe stata finalmente edificata.

### Tutta la tenerezza del buio
Tre adulti si mettono in auto per raggiungere, da Milano, la città di Como. Sono due coniugi, Carlo e Silvia, e un amico di nome Aldo. Carlo non fa che rimuginare tra sé, non contribuendo alla conversazione. In realtà, per un lungo tratto c'è il più assoluto e innaturale silenzio, finché Aldo e Silvia si impegnano in un discorso; Carlo però non segue e sente di essere estraneo e disinteressato a proposito di tutto. Le immagini della gente e delle strade sono quelle consuete. Finalmente comincia a piovere e questo distrae Carlo e lo fa sentire quasi felice. Subito dopo, la sua mente sprofonda nel vuoto e lui non saprà più nulla.

### Vigilia di Pasqua
Il professore sta viaggiando di notte verso una sua casa al mare, in Liguria. La notte è buia, la strada montana piuttosto pericolosa: l'auto è vecchia e il proprietario avrebbe dovuto fare una revisione, in prossimità di quel viaggio. Mentre affronta la via sterrata, ripensa che da trent'anni fa quella tirata la vigilia di Pasqua, solo che in passato erano con lui i tre figli, ormai adulti, e la moglie, scomparsa da poco. In prossimità di una strada statale, egli ospita un autostoppista biondo e giovane. Laureato in filosofia, il giovanotto dice quel che pensa dell'auto, del lavoro e altro; si accorge che il professore è vedovo perché questi porta due fedi alla mano sinistra. Ben presto il professore si stanca della compagnia del giovane filosofo e lo lascia ad uno svincolo della strada: poi, coraggiosamente, invita la sua vecchia auto a terminare il tragitto e ritorna alla compagnia dei suoi cari assenti.

### Possibile che sia già primavera?
La narrazione è in prima persona. Un uomo è rimasto solo in casa tutto l'inverno, tenendo le tapparelle abbassate e scrivendo in una piccola stanza. Ha lavorato a un copione intitolato La felicità familiare in omaggio a Tolstoj. Ora ha finito lo scritto e si accorge di botto dell'arrivo della primavera. Ripercorre gli eventi, dapprima felici, poi dolorosi, che lo hanno portato a quel punto. La moglie, Anna o Annina, sembrava felice con lui e con un comune amico, Luciano, che li aveva attirati a Roma per riuscire a formulare un soggetto da film. Ma ben presto lui si era talmente perso nella scrittura da non comprendere che Luciano e Anna avevano bisogno l'uno dell'altra, finché una sera glielo dissero apertamente e se ne andarono. Lui non ha avuto reazioni di sorta fino a quando il manoscritto lo ha tenuto occupato, solo ha dimenticato la realtà. Ora si rende conto di quanto sia stato inutile il suo copione: nemmeno conosce il nome del regista a cui lo voleva destinare.

### Il barista è sempre pallido
Narrato in prima persona da uno scrittore. È voluto tornare al Sud, alla città natale, per tenere una conferenza ed ha con sé l'amante, chiamata Rora. La donna è molto schietta e i due hanno un dialogo serrato: lui cerca di dimostrare che nell'infanzia tutto era perfetto e ora è deluso di essere tornato. Oltretutto un prete, don Elio, risulta morto, eppure per anni gli aveva spedito una cartolina per Pasqua, alla quale lo scrittore rispondeva senza fallo. Però la donna gli dice che è solo un buffone, uno che si inventa le cose, salvo intrattenersi su un dettaglio che sciupa l'insieme; don Elio è morto perché si muore, ma solo lo scrittore vorrebbe autoingannarsi e immaginare un piano dietro alle cose. No, il piano non c'è. Quando, tempo prima, la moglie lo aveva lasciato, aveva agito bene, comprendendo di non fare più un cammino con lui. Eppure lui insiste che le cose vanno secondo il piano di un regista che rimane fuori dalla scena: come il barista sulla Costa Azzurra, sempre pallido in mezzo ai tanti turisti abbronzati. Stanca di questi discorsi, la donna dice di uscire per un gelato. Vanno in duomo, dove lui serviva la Messa da bambino, poi l'uomo entra nella casa del clero, per chiedere di più su don Elio. E allora, un prete con il volto congestionato, gli dice che don Elio aveva lasciato un pacco di cartoline tutte eguali da mandare allo scrittore ogni anno. La scoperta rafforza l'uomo nel suo pensiero narcisistico.

### Felicino
Felice, detto da tutti Felicino, fa il bidello all'asilo comunale. Ha la passione per la pittura e ogni tanto le maestre lo coinvolgono nelle attività dei bimbi. Però, per loro come per tutti gli altri, la passione di Felicino è motivo di scherzo, anche se mai troppo scoperto. Arriva il Natale con la grande festa preparata nella scuola. La moglie di Felicino è diversa dal solito: non respira bene ed è sempre più rossa e congestionata. Ad un certo punto la povera donna deve mettersi a letto, a causa della difficoltà a respirare. Incapace di dormire, Felicino va a dipingere un presepio di sua invenzione su una triste vetrata della scuola. Lo scenario è al mare, c'è un sole grande e una casa allegra e gialla, il piccolo Gesù è ritratto mentre si lancia fuori dalla porta, con Giuseppe e Maria che lo guardano dalle finestre. Ora Felicino ha terminato ed è fiero del suo lavoro, ma appena rientra nell'alloggio che lui e la moglie abitano, si accorge delle condizioni della poveretta e altro non gli resta che chiamare un'ambulanza. Nei giorni successivi Felicino è sempre accanto alla moglie. Non sa che il suo presepio ha fatto ridere le maestre e che la vetrata è stata coperta da un drappo, davanti al quale è stata posta la pedana del coro della festa.

### La notte della Venuta
Racconto narrato in prima persona. Il protagonista rievoca una sua esperienza giovanile, quando riteneva di raccogliere tutti i possibili dati sulle case e li trascriveva in un taccuino. Il prete gli aveva detto chiaro e tondo che quell'hobby non serviva a nulla e che le case hanno un'anima che merita di essere scoperta. Gli raccomanda di far visita a Don Lazzaro in montagna. Qui il ragazzo è accolto nella canonica, una casa grande con tante stanze. Fuori c'è poi una casetta come di bambola, con un tavolo apparecchiato e questo sembra strano al giovane. Don Lazzaro si prepara, come tutti lassù, alla notte tra il 9 e il 10 dicembre, quando ricorre il Transito della Santa Casa di Loreto. Si dice che, se uno vedrà il passaggio nel cielo, un suo desiderio si avvererà. E in quella notte si accendono molti falò. Quella sera, il ragazzo apprende che la casetta è un minuscolo santuario, la tavola altro non è che l'altare. Poi, vedendo l'ombra di don Lazzaro a una finestra della canonica, il giovane scorge in cielo una grande chiazza nera che scivola davanti alle stelle.

### E un gelato al limon
Il titolo e i sottotitoli del racconto sono tratti dall'omonima canzone di Paolo Conte..
Narrato in prima persona, il racconto ripercorre gli anni giovanili dell'autore e del suo amico Gianfranco, entrambi giornalisti a Milano. Tra la fine degli anni Cinquanta e l'inizio degli anni Sessanta del XX secolo, i due hanno vissuto tante piccole avventure, tali da stare in altrettanti bozzetti, scanditi dai versi della canzone di Paolo Conte. Vengono rievocate le ondate di caldo, il lavoro scarso e risicato, una malattia di Gianfranco curata all'ospedale Fatebenefratelli, un'altra malattia contratta dall'autore in servizio militare a Udine, l'arrivo quasi all'ultimo istante alle nozze di Gianfranco con la fidanzata Norma ed infine il trasferimento della coppia a Roma, con il conseguente viaggio del narratore per far loro visita. E sulla scena coniugale (da cui il narratore deve per forza separarsi) si ferma il felice tram della giovinezza vissuta.

## Edizioni
- Ferruccio Parazzoli, Il barista è sempre pallido: racconti, Club della famiglia, Milano 1991
- Ferruccio Parazzoli, Il barista è sempre pallido: racconti, A. Mondadori, Milano 1991